# Klaas-Erik Zwering
Klaas-Erik Zwering (n. 19 mai 1981, Eindhoven, Țările de Jos) este un înotător olandez, medaliat olimpic. A participat la două ediții ale Jocurilor Olimpice (2000, 2004) în care a câștigat o medalie de argint.